# Angeliño
José Ángel Esmorís Tasende (født 4. januar 1997), kendt som Angeliño, er en spansk professionel fodboldspiller, som spiller for Serie A-klubben Roma.

## Klubkarriere

### Manchester City
Efter at have spillet for Luis Calvo Sanz' og Deportivo La Coruñas ungdomshold, skiftede Angeliño til Manchester City i juli 2012 i en alder af 16. Han blev her del af ungdomsholdet.
Han fik sin førsteholdsdebut den 30. januar 2016, og spillede få gange for City over 2016-17 sæsonen, dog kun i pokaltuneringer.

#### Lejeaftaler
I sin tid hos Manchester City havde han lejeaftaler til New York City FC, Girona, Mallorca og NAC Breda. Angeliños gennembrud kom hos Breda, hvor han var en vigtig del af holdet. Han blev valgt til årets hold i Eredivisie for 2017-18 sæsonen.

### PSV
Efter at have imponeret i Holland, blev han hentet på en fast aftale i juni 2018 af PSV. Han fortsatte sit gode spil, og kom igen på årets hold i Eredivisie for 2018-19 sæsonen.

### Manchester City retur
Efter kun en sæson, aktiverede Man City deres tilbagekøbsklausul for Angeliño i juli 2019. Han fik sin Premier League-debut den 21. september 2019.

### RB Leipzig
Angeliño blev i januar 2020 udlejet til RB Leipzig for resten af 2019-20 sæsonen. Han blev i sæsonen valgt til årets hold i Champions League. Efter at have imponeret hos Leipzig, blev lejeaftalen forlænget til at inkludere 2020-21 sæsonen.
Angeliños aftale med Leipzig blev gjort permanent i februar 2021. Han blev valgt til årets hold i Bundesligaen for 2020-21 sæsonen.

#### Lejeaftaler
Angeliño skiftede i august 2022 til 1899 Hoffenheim på en lejeaftale. Han blev i juli 2023 udlejet til tyrkiske Galatasaray.

### Roma
Angeliño blev igen udlejet i januar 2024, denne gang til italienske Roma. Som del af lejeaftalen var der købsoption, og i maj 2024 blev denne option taget, og han skiftede til klubben på en fast aftale.

## Landsholdskarriere
Angeliño har spillet i alt tre kampe for Spanien på U/17- og U/21-niveau.

## Privat
Angeliños lillebror Dani Tasende er også professionel fodboldspiller.

## Titler
Manchester City
- FA Community Shield: 1 (2019)

RB Leipzig
- DFB-Pokal: 1 (2021-22)

Individuelle
- Eredivisie Årets unge spiller: 1 (2018-19)
- Eredivisie Årets hold: 2 (2017-18, 2018-19)
- UEFA Champions League Årets hold: 1 (2019-20)
- Bundesliga Årets hold: 1 (2020-21)